# NGC 5460
NGC 5460 في الفهرس العام الجديد، هو عنقود نجمي، يقع في كوكبة قنطورس. اكتشف في 7 مايو 1826 . بواسطة جيمس دنلوب .

## روابط خارجية
- NGC 5460 على موقع ويكي سكاي: DSS2, SDSS, GALEX, IRAS, Hydrogen α, X-Ray, Astrophoto, Sky Map, Articles and images